# Цар лъв (филм, 2019)
„Цар лъв“ е американски музикален анимационен драматичен филм от 2019 година, режисиран и продуциран от Джон Фавро, по сценарий на Джеф Нейтънсън, и е продуциран от Уолт Дисни Пикчърс. Това е фотореалистичен компютърно анимиран римейк на едноименния филм на Дисни от 1994 г. Озвучаващия състав се състои от Доналд Глоувър, Сет Роугън, Чуетел Еджиофор, Алфре Удард, Били Айкнър, Джон Кани, Джон Оливър, Флорънс Касумба, Кийгън-Майкъл Кий, Джей Ди Маккрари, Шахади Райт Джоузеф и Бионсе Ноулс-Картър, както и Джеймс Ърл Джоунс, който повтаря ролята си във оригиналния филм. Сюжетът последва младият лъв Симба, който трябва да заеме ролята си на цар на неговата родна земя след смъртта на неговия баща, Муфаса, в ръцете на неговия чичо, Скар.
Планове за римейка на „Цар лъв“ са били потвърдени през септември 2016 г. след успехи на боксофиса за римейковете на Дисни, например като „Книга за джунглата“ през 2016 г., в който също е режисиран от Фавро. Фавро е вдъхновен от няколко роли на героите в Бродуейската адаптация, и разработи няколко елементи от историята на оригиналния филм. Голяма част от основния актьорски състав, който е подписал в началото на 2017 г., а основните снимачни сцени започнаха в средата на 2017 година на син екран на сцена в Лос Анджелис. Композиторите Ханс Цимер, Елтън Джон и текстописеца Тим Райс, които работеха по саундтрака на оригиналния филм, се събират да композират музиката заедно с Ноулс-Картър, която помага на Джон в преработката на саундтрака и написа нова песен за филма, озаглавена „Spirit“, в който е изпълнителка. Филмът служи като финален надпис на монтажиста Майк Ливосли, и е посветена в негова памет. С прогнозен бюджет от $260 милиона, това е един от най-скъпите филми.
Филмът излиза на екран в Съединените щати на 19 юли 2019 година.

## Актьорски състав
- Доналд Глоувър – Симба, принц на Лъвските земи.
  - Джей Ди Маккрари – малкия Симба
- Сет Роугън – Пумба, приятелски настроен и приема младия Симба след като той бяга от дома.
- Чуетел Еджиофор – Скар, коварния брат на Муфаса и чичото на Симба, който се стреми да стане цар на Лъвските земи.
- Алфре Удард – Сараби, съпруга на Муфаса, майка на Симба и царица на Лъвските земи.
- Били Айкнър – Тимон, саркастичен сурикат, който е приятелски настроен и приема младия Симба, след като той бяга от дома.
- Джон Кани – Рафики, мъдра мандрила, който служи като шаман на Лъвските земи и близък приятел на Муфаса.
- Джон Оливър – Зазу, додо, който е и съветник на царя на Лъвските земи.
- Бионсе Ноулс-Картър като Нала, най-добра приятелка на Симба в детството и бъдещата му съпруга.
  - Шахади Райт Джоузеф – малката Нала
- Джеймс Ърл Джоунс – Муфаса, цар на Лъвските земи и бащата на Симба. Джоунс повтаря ролята си от оригиналния анимационен филм от 1994 г.
- Флорънс Касумба, Кийгън-Майкъл Кий и Ерик Андре – Шензи, Камари и Азизи, трима хиени, които са членове на хиенския клан, чийто Скар се присъединява към силите да убие Муфаса.
- Пени Джонсън Джералд – Сарафина, майка на Нала.

## Производство

### Развитие
На 28 септември 2016 г., Уолт Дисни Пикчърс потвърждават, че Джон Фавро ще бъде режисьор на римейка на анимационния филм от 1994 г. „Цар лъв“, в която ще бъдат представени песни от филма през 1994 г., след поредица от успешни римейкове на Дисни, като „Господарка на злото“, „Пепеляшка“, „Книга за джунглата“ на Фавро и „Красавицата и Звяра“, които също печелят бурни овации. На 13 октомври 2016 г. се съобщава, че Дисни е наела Джеф Нейтънсън, за да напише сценария за римейка.
През ноември в разговор с ComingSoon.net, Фавро казва, че виртуалните кинематографски технологии, които той е използвал в „Книга за джунглата“ ще се използват в по-голяма степен в „Цар Лъв“. Въпреки че медиите заявяват, че за да бъде игрален филм на „Цар лъв“, трябва да се използва фотореалистична компютърно генерирана анимация. „Дисни“ също не го описват като живо действие, само казват, че ще следват „технологично новаторски“ подход на „Книга за джунглата“.
Служи като последен надпис на монтажиста Марк Ливосли, който почина през септември 2018 г. Филмът се посвещава в негова памет.

### Разпределение на роли
В средата на февруари 2017 г. Доналд Глоувър е разпределен като Симба, с Джеймс Ърл Джоунс, който повтаря ролята си като Муфаса от филма през 1994 г. През април 2017 г. Били Айкнър и Сет Роугън са избрани да играят съответно Тимон и Пумба. През юли 2017 г. Джон Оливър е избран за Зазу. През август 2017 г. Алфре Удард и Джон Кани са избрани съответно за ролите на Сараби и Рафики.
По-рано през март е обявено, че Бионсе е изборът на Фавро за ролята на Нала, и че режисьорът и студиото ще са готови да направят всичко възможно, за да се съобразят с нейното забързано ежедневие. След 1 ноември 2017 г. нейната роля е окончателно потвърдена в официално съобщение, което също така потвърждава, че Чуетел Еджиофор ще изиграе ролята на Скар, и е обявено, че Ерик Андре, Флорънс Касумба, и Кийгън-Майкъл Кий, които ще бъдат Азизи, Шензи и Камари, а Джей Ди Mаккрари и Шахади Райт Джозеф ще бъдат гласовете съответно на малките Симба и Нала. През ноември 2018 г. Ейми Седарис е най-новото попълнение с роля, създадена за филма.

## Продукция
Продукцията на филма започва в средата на 2017 г. в Лос Анджелис, Калифорния, използваща „виртуални инструменти“ за визуални ефекти, чийто ръководител е Роб Легато. Виртуалният мениджър на продукцията Гириш Балакришнан заявява за своя професионален сайт, че създателите на филма са използвали технологии за улавяне на движения и BP/АР.

### Музика
На 1 ноември 2017 г. е обявено, че Ханс Цимър ще се завърне, за да отбележи филма, след като преди това е участвал в анимираната версия от 1994 г. На 28 ноември 2017 г., се съобщава, че Елтън Джон подписа за проекта, за да преразгледа своите музикални композиции от оригиналния филм, преди да го пенсионират. На следващия ден бе съобщено, че Бионсе ще помогне на Джон в преработка на саундтрака. На 9 февруари 2018 година, Джон се съобщава, че той, Тим Райс и Бионсе искат да се създадат нова песен за финалните надписи на филма. По-късно през същия месец беше разкрито, че четири песни от оригиналния филм ще бъдат включени във филма: „можете ли да почувствате любовта тази вечер“, „Хакуна Матата“, „аз просто не мога да чакам, за да бъде цар“, и „Кръгът на живота“.

## Маркетинг
Първият тийзър-трейлър на филма дебютира в Деня на благодарността на 22 ноември 2018 г. Трейлърът е гледан 224.6 милиона пъти в рамките на първите 24 часа, ставайки втория най-гледан трейлър в този период от време.

## Пускане

### По кината
Премиерата на „Цар лъв“ е във Холивуд на 9 юли 2019 г. Филмът е пуснат в киносалоните на 19 юли 2019 г. в IMAX и 3D, която отбелязва 25-годишнината от излизането на оригиналния филм. Той е един от първите театрални филми, които са пуснати на Дисни+, заедно с „Аладин“ „Играта на играчките 4“, „Замръзналото кралство 2“, „Капитан Марвел“ и „Междузвездни войни: Възходът на Скайуокър“.

### Домашна употреба
„Цар лъв“ е пуснат от Walt Disney Studios Home Entertainment на Digital HD на 11 октомври 2019 г., последван от изданията на DVD, Blu-ray и Ultra HD Blu-ray на 22 октомври. Стартира се по стрийминг на Disney+ на 28 януари 2020 г.

## В България
В България филмът е пуснат по кината на същата дата от Форум Филм България.

### Синхронен дублаж
| Роля          | Изпълнител |
| ------------- | --- |
| Скар          | Николай Урумов |
| Зазу          | Веселин Ранков |
| Муфаса        | Георги Тодоров |
| Рафики        | Здравко Димитров |
| Сараби        | Петя Миладинова |
| Малкия Симба  | Максим Ялнъзов |
| Малката Нала  | Калина Асенова |
| Камари        | Георги Новаков |
| Азизи         | Николай Пърлев |
| Шензи         | Даринка Митова |
| Пумба         | Георги Спасов |
| Тимон         | Георги Стоянов |
| Симба         | Димитър Ангелов (диалог) Владимир Димов (вокал) |
| Нала          | Кръстина Кокорска |
| Сарафина      | Василка Сугарева |
| Импала Хиена  | Цанко Тасев |
| Други гласове | Ася Рачева Боряна Йорданова Весела Делчева Галя Симеонова Илона Иванова Павлета Семова Атанас Сребрев Виктор Кръстанов Георги Ламбрев Пламен Чернев Стефан Врачев Ясен Зердев |

| Песен                | Изпълнител                                                    |
| -------------------- | ------------------------------------------------------------- |
| Свят и вечен закон   | Ивелина Балчева                                               |
| Искам да съм цар     | Веселин Ранков Максим Ялнъзов Калина Асенова                  |
| Чакай знак           | Николай Урумов                                                |
| Хакуна Матата        | Максим Ялнъзов Владимир Димов Георги Стоянов Георги Спасов    |
| Лъвът си спи в нощта | Георги Спасов Георги Стоянов                                  |
| Тази нощ любов изгря | Владимир Димов Георги Спасов Георги Стоянов Кръстина Кокорска |
| Сила                 | Кръстина Кокорска                                             |
| Наш гост бъди        | Георги Стоянов                                                |

| Обработка                                                | Александра Аудио                                       |
| -------------------------------------------------------- | ------------------------------------------------------ |
| Режисьор на дублажа                                      | Василка Сугарева                                       |
| Преводач                                                 | Силвия Вълкова                                         |
| Музикален режисьор на дублажа Български текст на песните | Десислава Софранова                                    |
| Тонрежисьори                                             | Петър Костов Ангел Топорчев Пламен Чернев Йоан Сугарев |
| Творчески директор                                       | Венета Янкова                                          |
| Микс студио                                              | Shepperton International                               |
| Продуцент на българската версия                          | Disney Character Voices International                  |